# 그렉 브라운
그렉 브라운(영어: Greg Brown, 1962년 7월 29일 ~ )은 오스트레일리아 출신의 축구 선수이다. K리그에서 등록명은 브라운을 사용하였으며 공격수로 활약하였다.

## 클럽 경력
포항제철 아톰스 (현 포항 스틸러스)에 1991년 입단하여 1991 시즌 한 시즌 동안 시즌 통산 2경기 0득점-1도움 (정규리그 2경기 0득점-1도움)의 기록을 남겼다. 오스트레일리아 출신으로 K리그에 진출한 첫 번째 선수이다.

## 감독 경력
1997년부터 1999년까지 오스트레일리아 여자 축구 국가대표팀 감독을 역임했으며 2004년부터 2007년까지 오스트레일리아 풋볼 퀸즐랜드 프리미어리그 소속 축구 클럽인 미첼턴 FC의 감독을 역임했다.